# غازي باشا
غازي باشا (بالتركية: Gazipaşa) هي مدينة في مقاطعة أنطاليا تقع على ساحل البحر الأبيض المتوسط جنوب تركيا، تبعد 180 كم شرق مدينة انطاليا، وهي منطقة ريفية هادئة تشتهر بالموز والبرتقال والمطار الدولي لمطار غازي باشا. تقع بالقرب من ألانيا من جهة الشمال الغربي، وتحدها من الشمال ساريفيلر، وأنامور من الشرق، والبحر الأبيض المتوسط من الغرب.

## معرض الصور

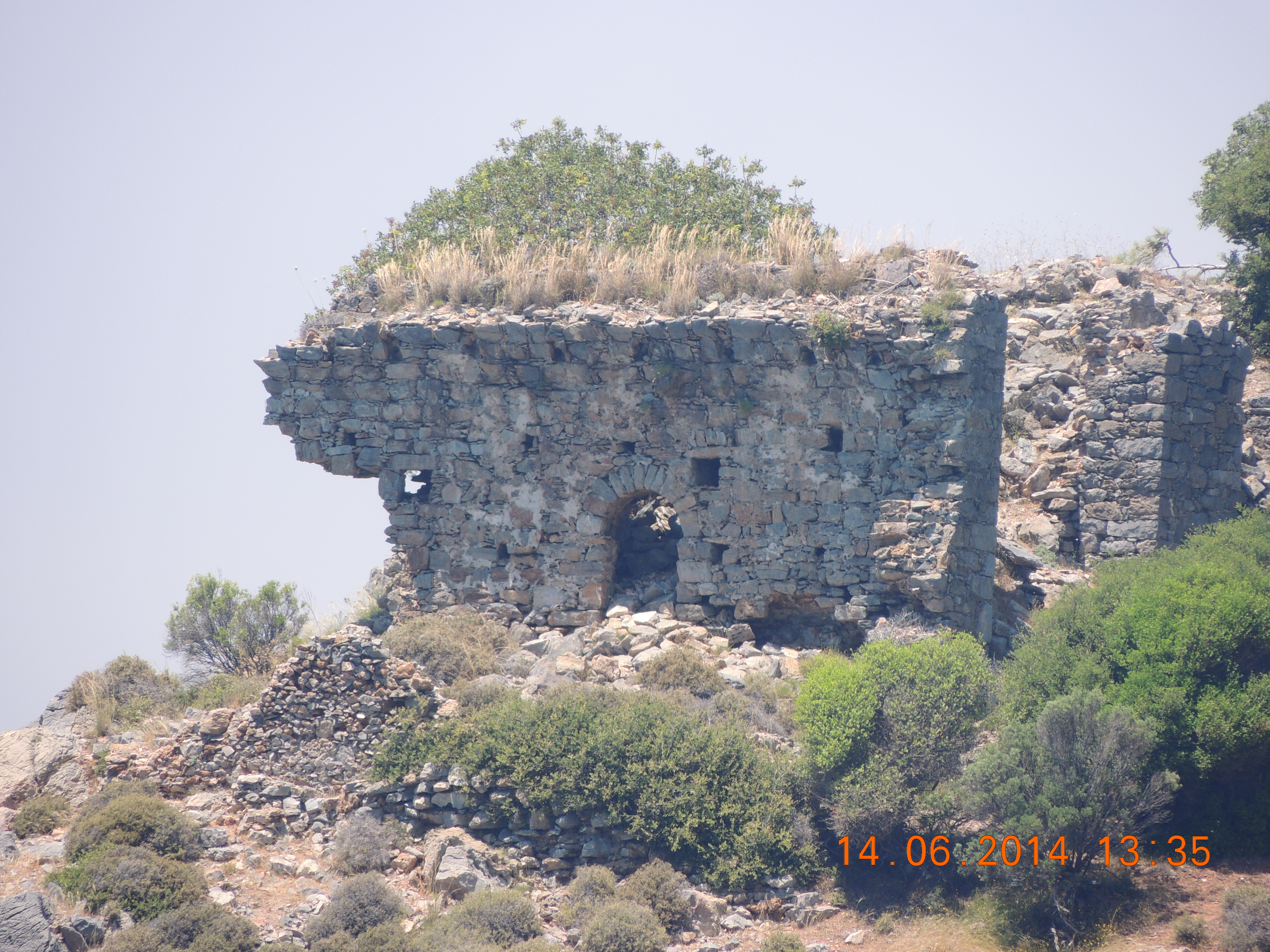
الآثار القديمة
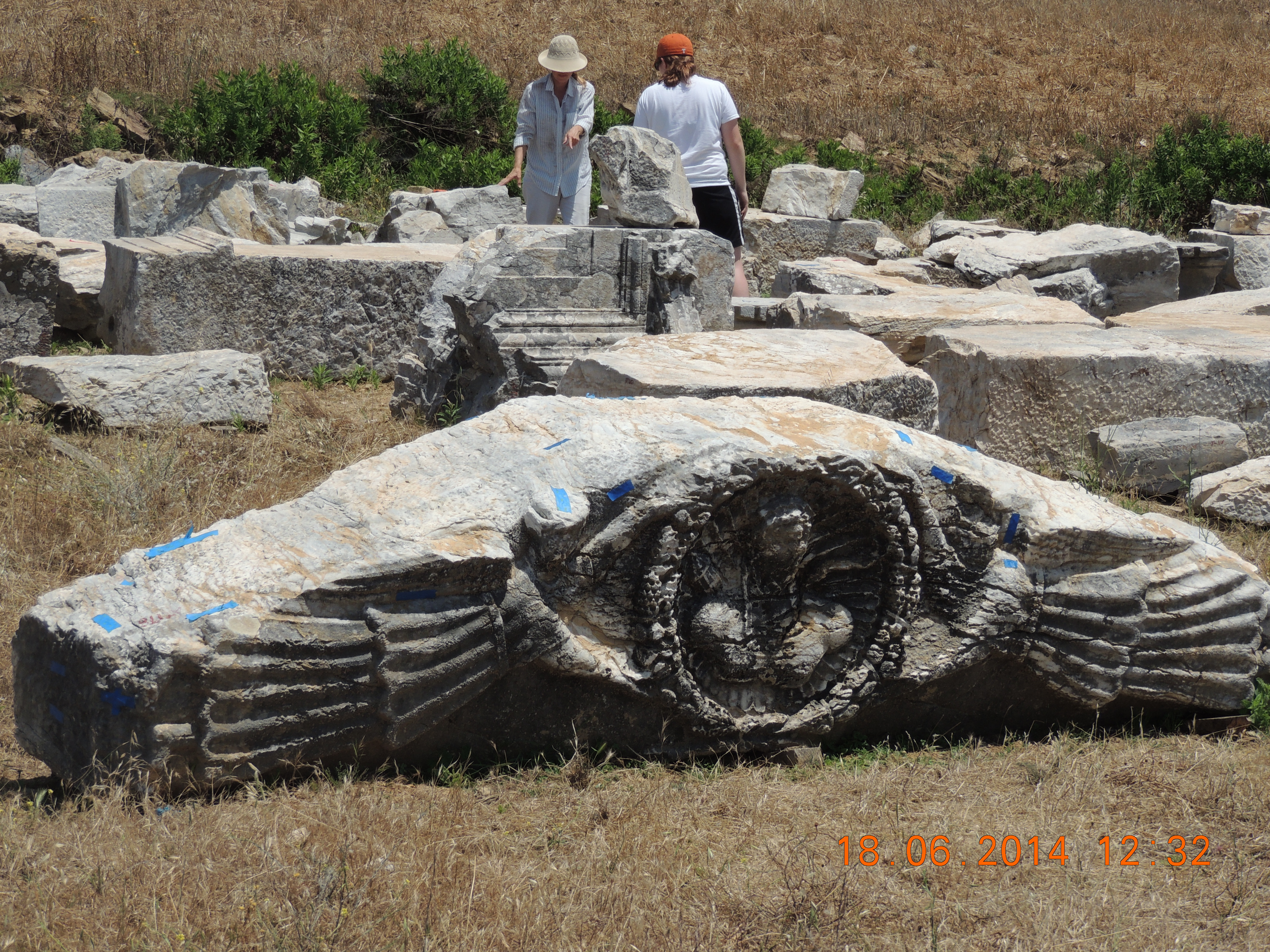
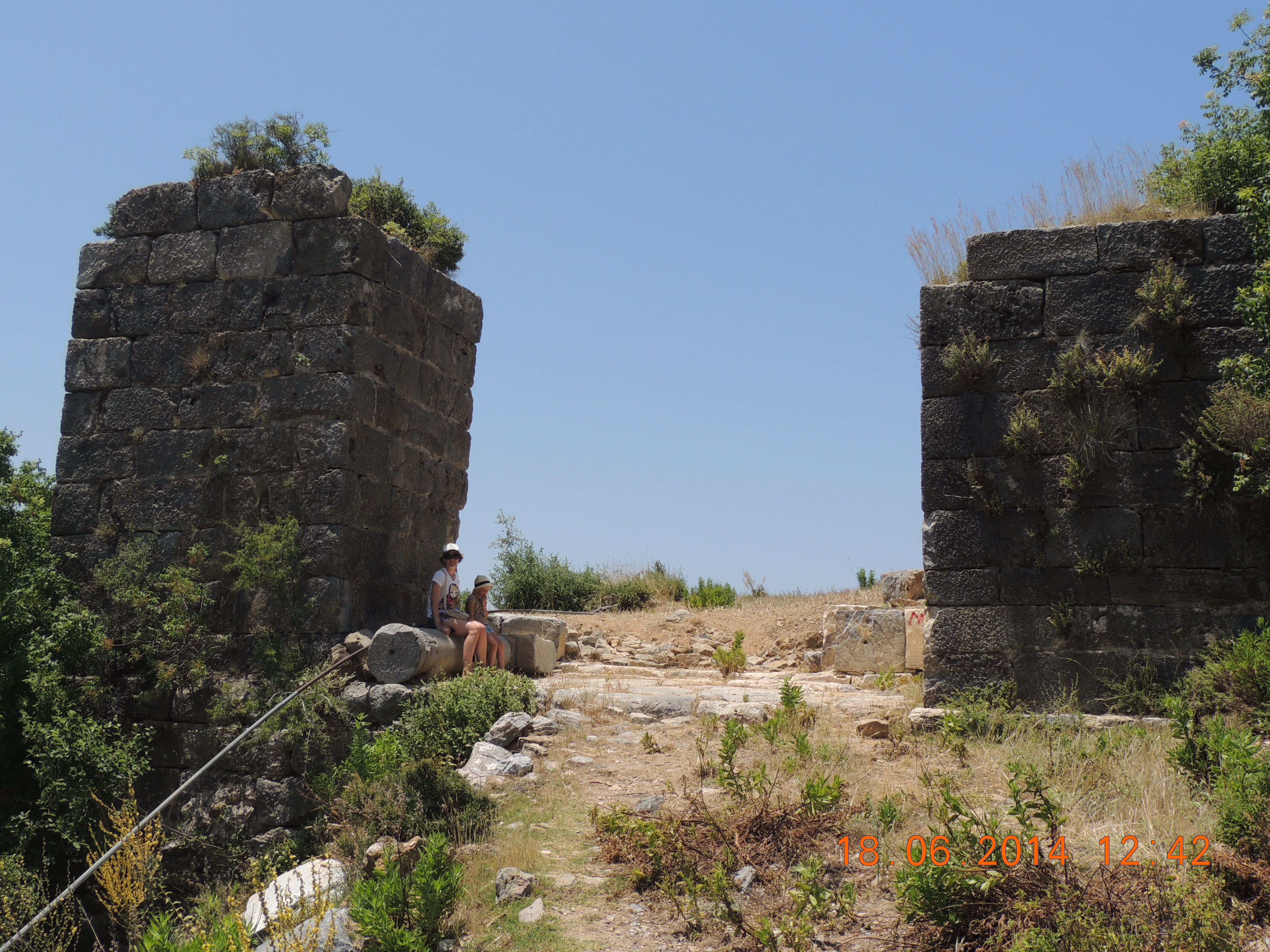
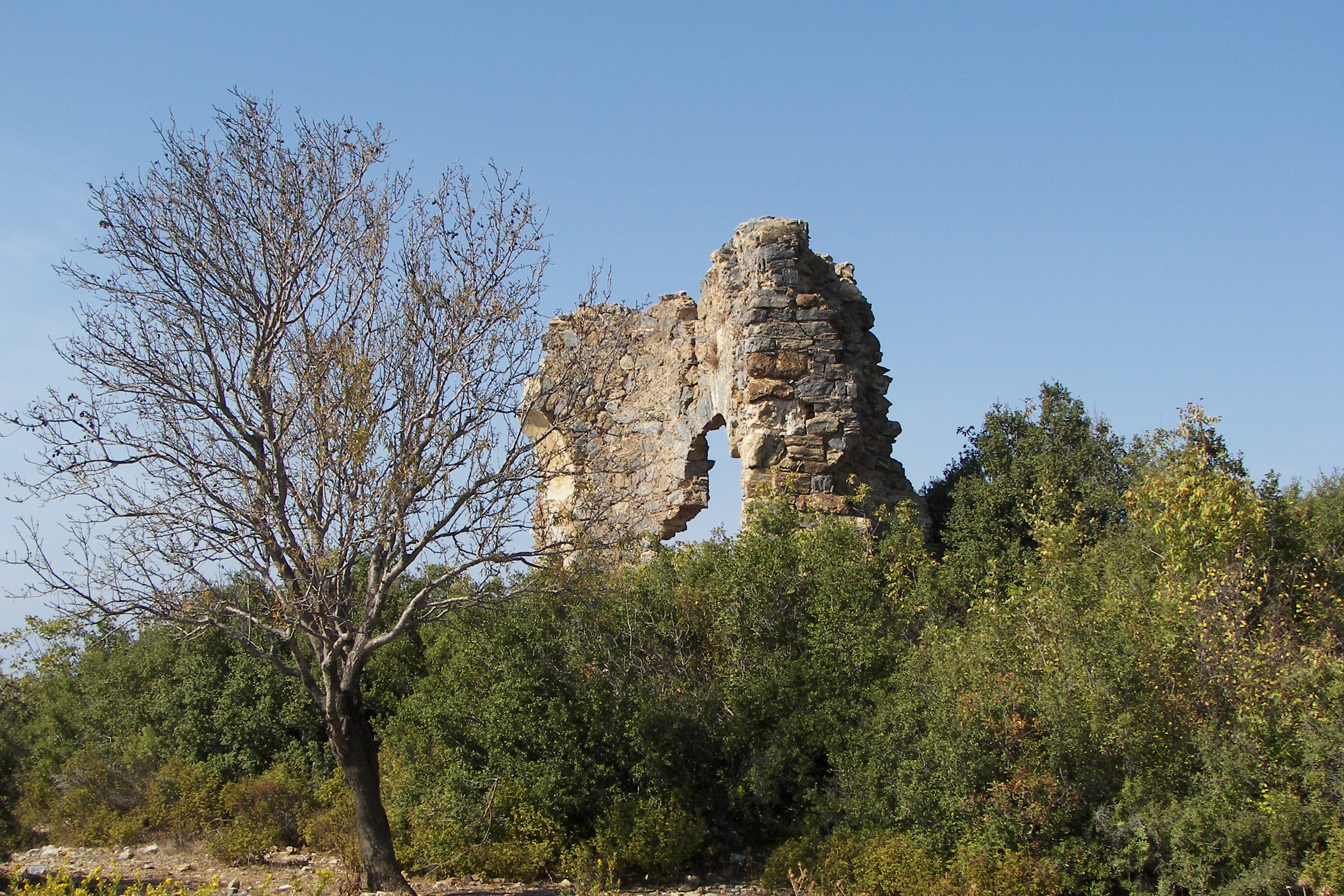
أطلال
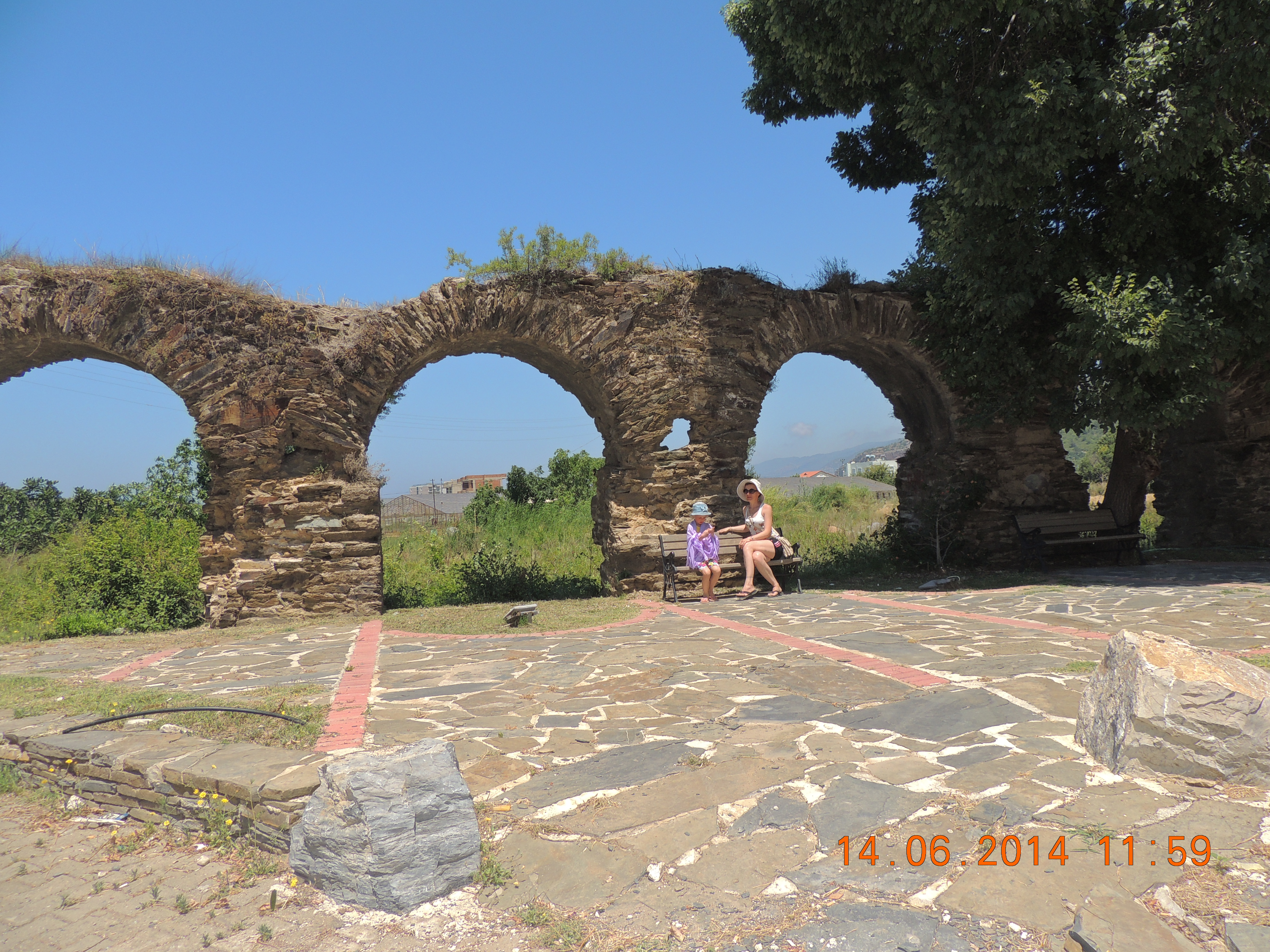
القناة الرومانية
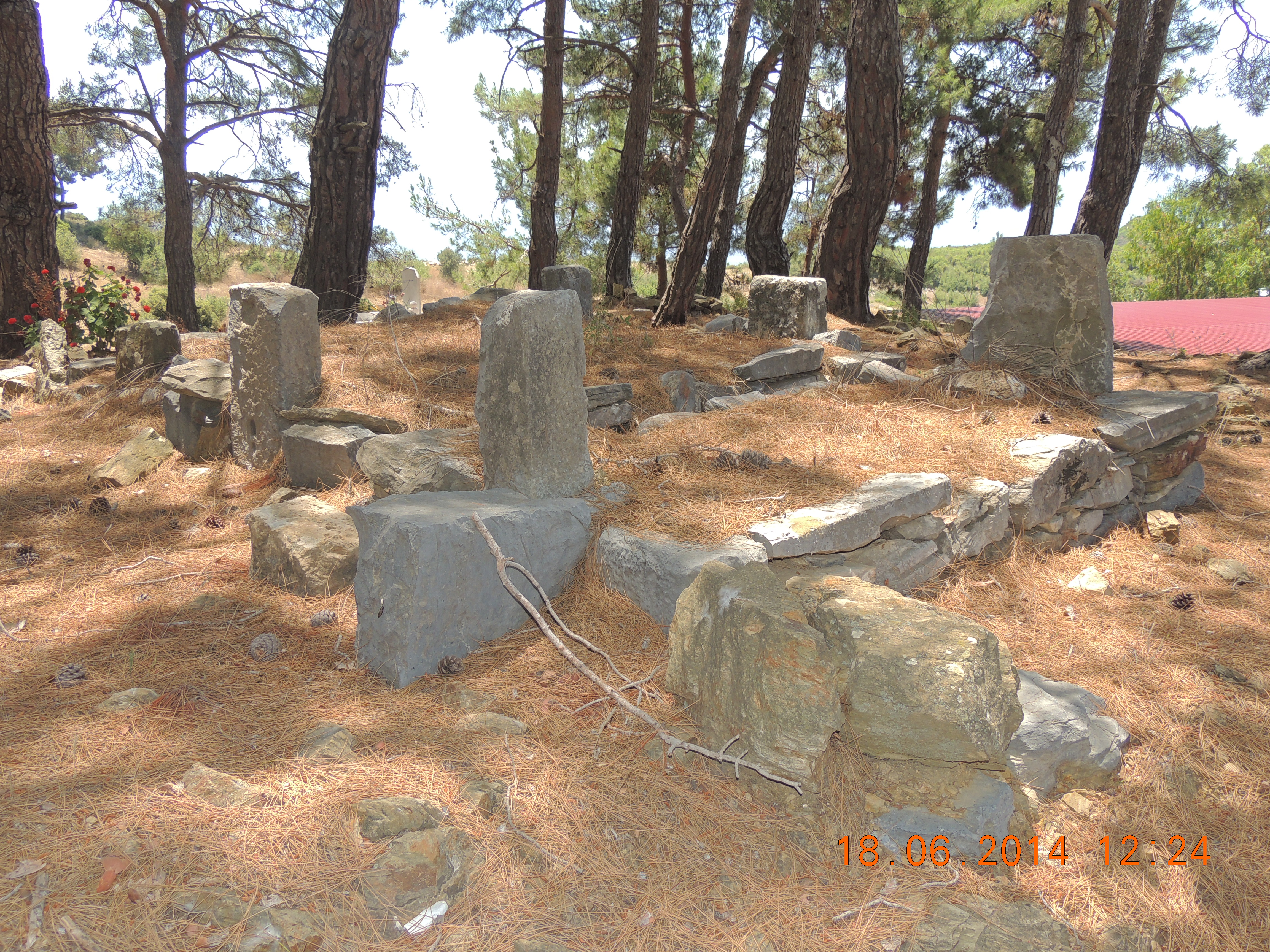
القبور الرومانية
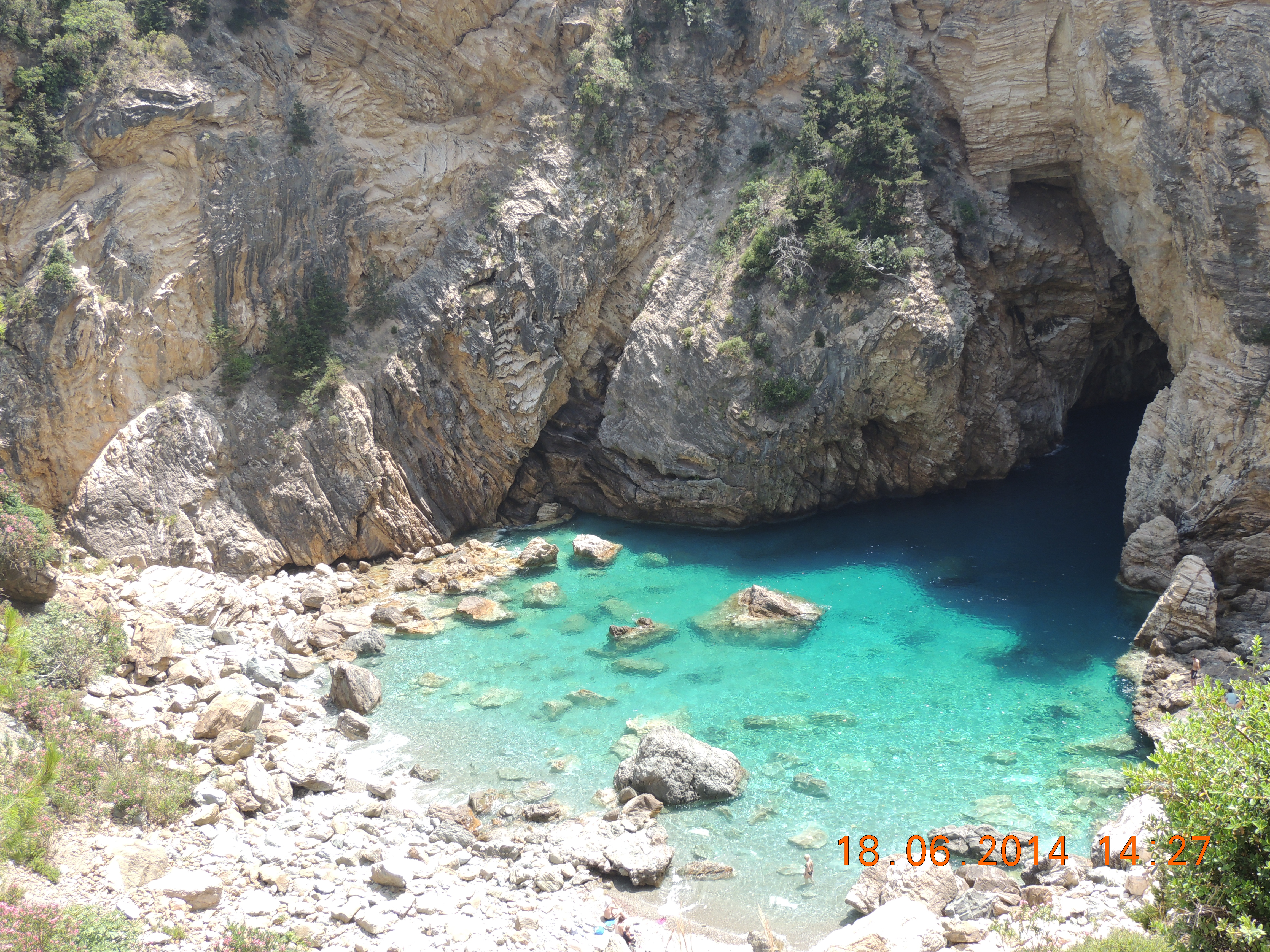
بحيرة الزمرد
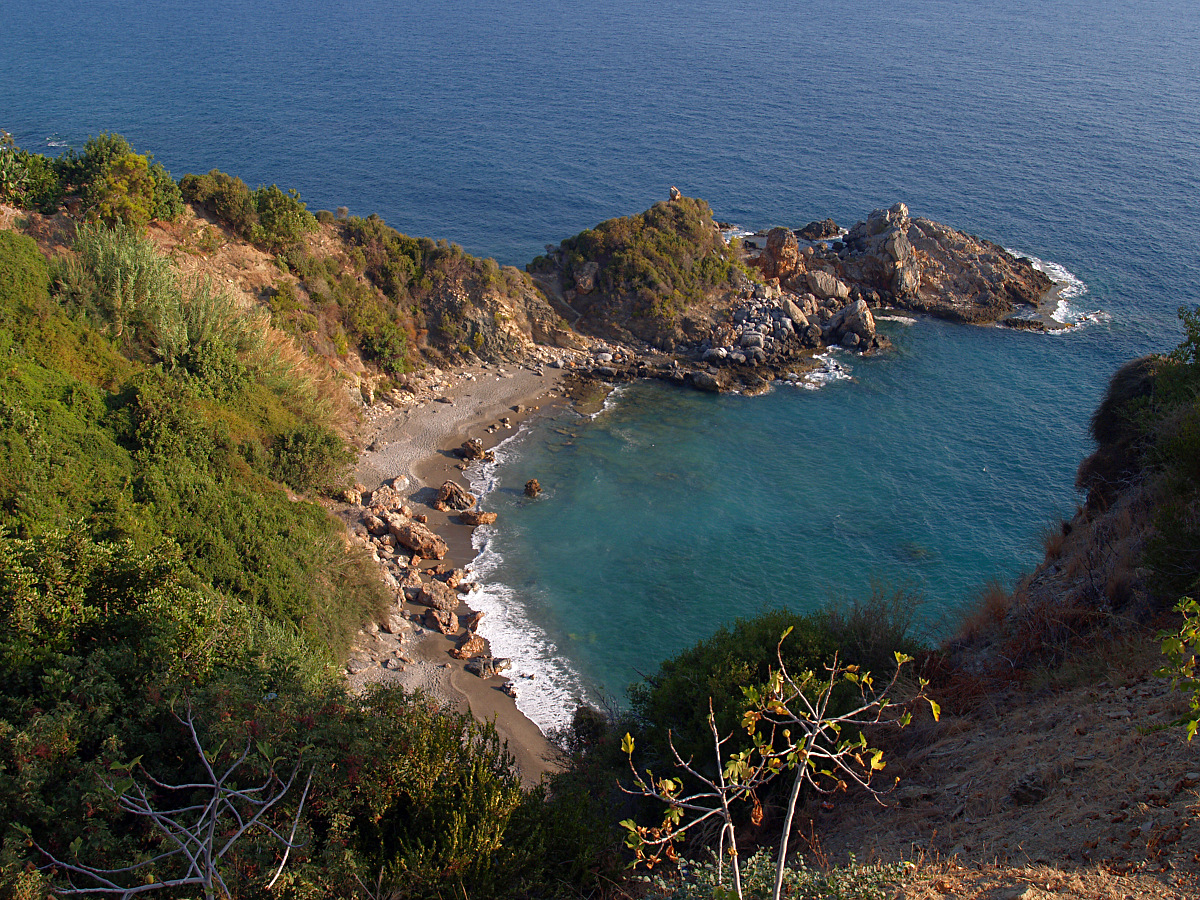
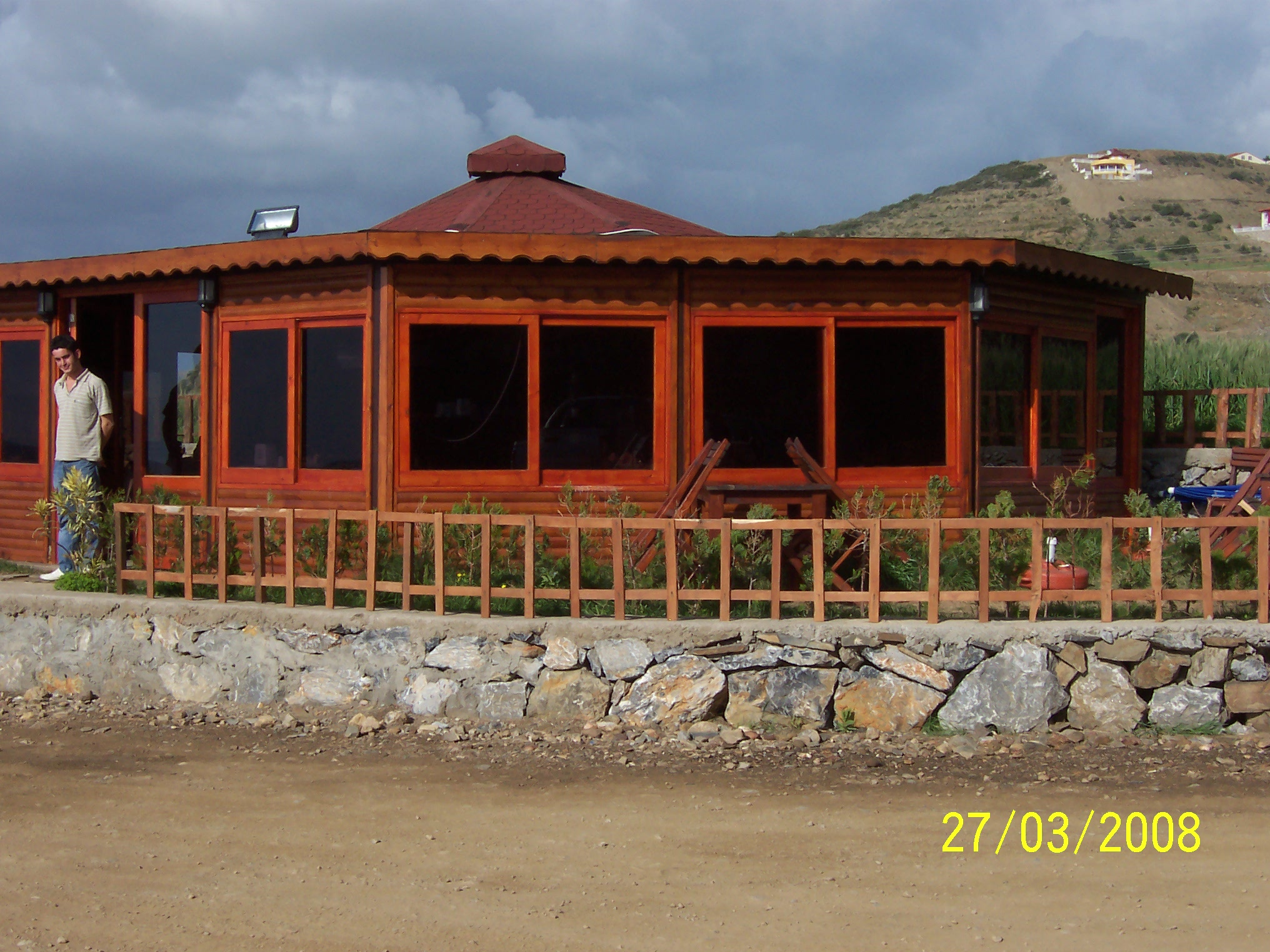
مطعم ساحلي
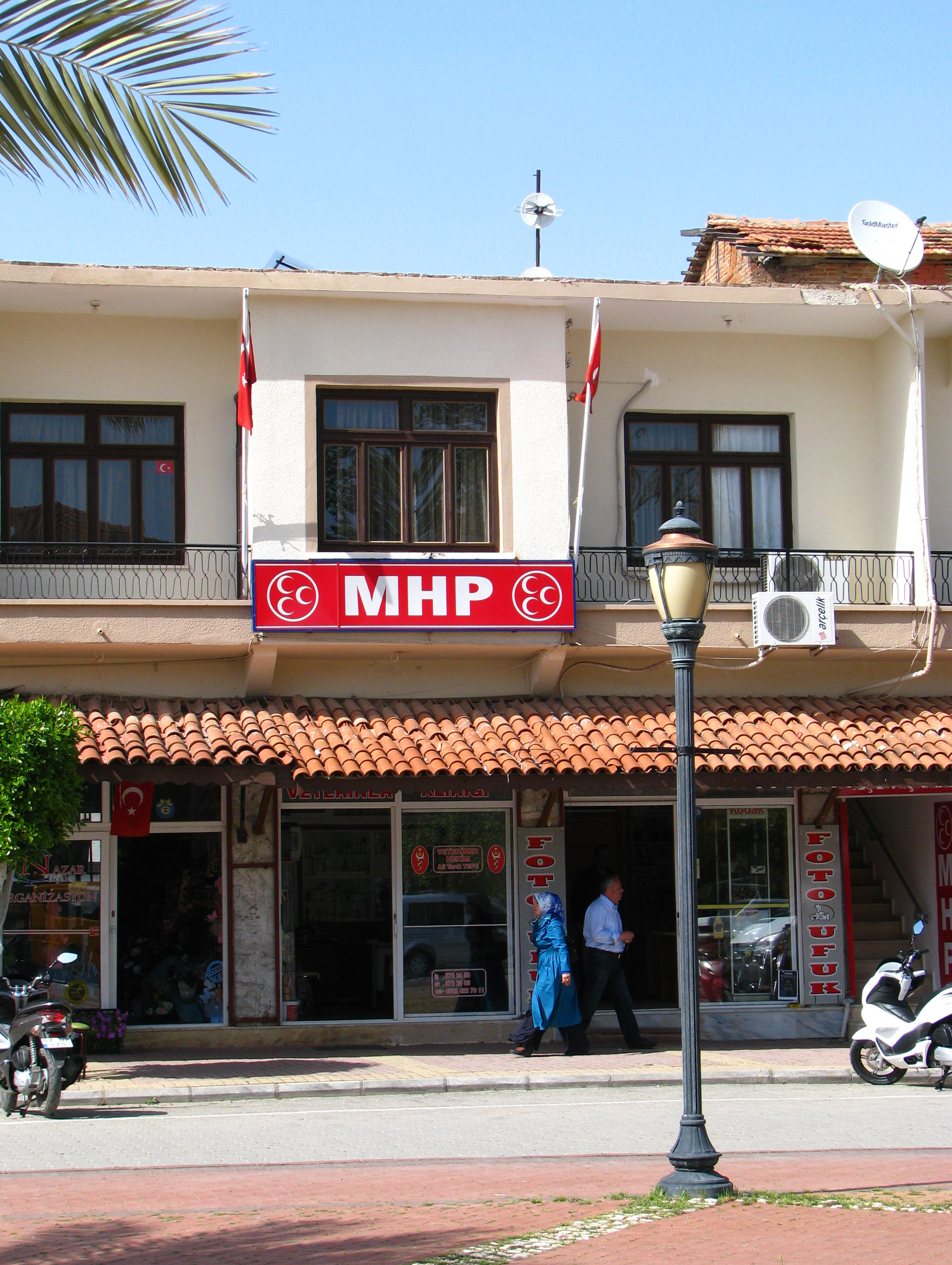
مكتب حزب الحركة القومية

## روابط خارجية
- صورة بانوراما نسخة محفوظة 17 يونيو 2014 at Archive.is
- الموقع الرسمي لبلدية غازي باشا (بالتركية)
- التحقيق في تاريخ بناء النصب التذكاري المفترض للإمبراطور تراجان (Deutsches Archäologisches Institut)
- Antiochia ad Cragum (جامعة نبراسكا) نسخة محفوظة 12 نوفمبر 2010 على موقع واي باك مشين.
- تأجير فلل في الانيا
- حجز الرحلات إلى مطار غازي باشا نسخة محفوظة 5 مارس 2016 على موقع واي باك مشين.
- حجز الرحلات إلى مطار ألانيا - أنطاليا نسخة محفوظة 5 مارس 2016 على موقع واي باك مشين.
- عملات سيليوس